# Lista uczestników Tour de France 2018
Lista uczestników Tour de France 2018:
Na starcie tego wieloetapowego wyścigu stanęły 22 zawodowe ekipy, 18 drużyn jeżdżących w UCI World Tour 2018 i 4 profesjonalne zespoły zaproszone przez organizatorów z tzw. „dziką kartą”.

## Lista uczestników
| Legenda | Legenda                                                                                         |
| ------- | ----------------------------------------------------------------------------------------------- |
|         | Zwycięzca klasyfikacji generalnej                                                               |
|         | Zwycięzca klasyfikacji górskiej                                                                 |
|         | Zwycięzca klasyfikacji punktowej                                                                |
|         | Zwycięzca klasyfikacji młodzieżowej                                                             |
|         | Najaktywniejszy kolarz całego wyścigu                                                           |
| DNS     | Oznaczenie zawodników, którzy nie przystąpili do danego etapu                                   |
| DNF     | Oznaczenie zawodników, którzy nie ukończyli danego etapu                                        |
| DSQ     | Oznaczenie zawodników, którzy zostali dyskwalifikowani z wyścigu na danym etapie                |
| HD      | Oznaczenie zawodników, którzy przekroczyli limit czasowy na danym etapie                        |
| *       | Oznaczenie zawodników urodzonych po 1 stycznia 1993, uwzględnianych w klasyfikacji młodzieżowej |

### Team Sky
| Team Sky SKY | Team Sky SKY         | Team Sky SKY    | Team Sky SKY | Team Sky SKY                                    | Team Sky SKY |
| Numer        | Zawodnik             | Państwo         | Wiek         | Uwagi                                           | Miejsce      |
| ------------ | -------------------- | --------------- | ------------ | ----------------------------------------------- | ------------ |
| 1            | Chris Froome         | Wielka Brytania | 33           |                                                 | 3.           |
| 2            | Egan Bernal*         | Kolumbia        | 21           | Mistrz Kolumbii w jeździe indywidualnej na czas | 15.          |
| 3            | Jonathan Castroviejo | Hiszpania       | 31           |                                                 | 70.          |
| 4            | Michał Kwiatkowski   | Polska          | 28           |                                                 | 49.          |
| 5            | Gianni Moscon*       | Włochy          | 24           |                                                 | DSQ-15       |
| 6            | Wout Poels           | Holandia        | 30           |                                                 | 58.          |
| 7            | Luke Rowe            | Wielka Brytania | 28           |                                                 | 128.         |
| 8            | Geraint Thomas       | Wielka Brytania | 32           |                                                 | 1.           |

### EF Education First–Drapac p/b Cannondale
| EF Education First–Drapac p/b Cannondale EFD | EF Education First–Drapac p/b Cannondale EFD | EF Education First–Drapac p/b Cannondale EFD | EF Education First–Drapac p/b Cannondale EFD | EF Education First–Drapac p/b Cannondale EFD | EF Education First–Drapac p/b Cannondale EFD |
| Numer                                        | Zawodnik                                     | Państwo                                      | Wiek                                         | Uwagi                                        | Miejsce                                      |
| -------------------------------------------- | -------------------------------------------- | -------------------------------------------- | -------------------------------------------- | -------------------------------------------- | -------------------------------------------- |
| 11                                           | Rigoberto Urán                               | Kolumbia                                     | 31                                           |                                              | DNS-12                                       |
| 12                                           | Simon Clarke                                 | Australia                                    | 31                                           |                                              | 100.                                         |
| 13                                           | Lawson Craddock                              | Stany Zjednoczone                            | 26                                           |                                              | 145.                                         |
| 14                                           | Daniel Felipe Martínez*                      | Kolumbia                                     | 22                                           |                                              | 36.                                          |
| 15                                           | Taylor Phinney                               | Stany Zjednoczone                            | 28                                           |                                              | 136.                                         |
| 16                                           | Pierre Rolland                               | Francja                                      | 31                                           |                                              | 27.                                          |
| 17                                           | Thomas Scully                                | Nowa Zelandia                                | 28                                           |                                              | 129.                                         |
| 18                                           | Sep Vanmarcke                                | Belgia                                       | 29                                           |                                              | 115.                                         |

### Ag2r-La Mondiale
| Ag2r-La Mondiale ALM | Ag2r-La Mondiale ALM | Ag2r-La Mondiale ALM | Ag2r-La Mondiale ALM | Ag2r-La Mondiale ALM                           | Ag2r-La Mondiale ALM |
| Numer                | Zawodnik             | Państwo              | Wiek                 | Uwagi                                          | Miejsce              |
| -------------------- | -------------------- | -------------------- | -------------------- | ---------------------------------------------- | -------------------- |
| 21                   | Romain Bardet        | Francja              | 27                   |                                                | 6.                   |
| 22                   | Silvan Dillier       | Szwajcaria           | 27                   |                                                | 83.                  |
| 23                   | Axel Domont          | Francja              | 27                   |                                                | DNF-4                |
| 24                   | Mathias Frank        | Szwajcaria           | 31                   |                                                | 55.                  |
| 25                   | Tony Gallopin        | Francja              | 30                   |                                                | DNF-12               |
| 26                   | Pierre Latour*       | Francja              | 24                   | Mistrz Francji w jeździe indywidualnej na czas | 13.                  |
| 27                   | Oliver Naesen        | Belgia               | 27                   |                                                | 66.                  |
| 28                   | Alexis Vuillermoz    | Francja              | 30                   |                                                | DNS-10               |

### Team Sunweb
| Team Sunweb SUN | Team Sunweb SUN       | Team Sunweb SUN   | Team Sunweb SUN | Team Sunweb SUN                               | Team Sunweb SUN |
| Numer           | Zawodnik              | Państwo           | Wiek            | Uwagi                                         | Miejsce         |
| --------------- | --------------------- | ----------------- | --------------- | --------------------------------------------- | --------------- |
| 31              | Michael Matthews      | Australia         | 27              |                                               | DNS-5           |
| 32              | Tom Dumoulin          | Holandia          | 27              | Mistrz Świata w jeździe indywidualnej na czas | 2.              |
| 33              | Nikias Arndt          | Niemcy            | 26              |                                               | 67.             |
| 34              | Simon Geschke         | Niemcy            | 32              |                                               | 25.             |
| 35              | Chad Haga             | Stany Zjednoczone | 29              |                                               | 72.             |
| 36              | Søren Kragh Andersen* | Dania             | 23              |                                               | 52.             |
| 37              | Laurens ten Dam       | Holandia          | 37              |                                               | 51.             |
| 38              | Edward Theuns         | Belgia            | 27              |                                               | 88.             |

### Team Fortuneo-Samsic
| Team Fortuneo-Samsic FVC | Team Fortuneo-Samsic FVC | Team Fortuneo-Samsic FVC | Team Fortuneo-Samsic FVC | Team Fortuneo-Samsic FVC | Team Fortuneo-Samsic FVC |
| Numer                    | Zawodnik                 | Państwo                  | Wiek                     | Uwagi                    | Miejsce                  |
| ------------------------ | ------------------------ | ------------------------ | ------------------------ | ------------------------ | ------------------------ |
| 41                       | Warren Barguil           | Francja                  | 26                       |                          | 17.                      |
| 42                       | Maxime Bouet             | Francja                  | 31                       |                          | 42.                      |
| 43                       | Élie Gesbert*            | Francja                  | 23                       |                          | 86.                      |
| 44                       | Romain Hardy             | Francja                  | 29                       |                          | 105.                     |
| 45                       | Kévin Ledanois*          | Francja                  | 24                       |                          | 96.                      |
| 46                       | Amaël Moinard            | Francja                  | 36                       |                          | 48.                      |
| 47                       | Laurent Pichon           | Francja                  | 31                       |                          | 98.                      |
| 48                       | Florian Vachon           | Francja                  | 33                       |                          | 99.                      |

### Bahrain-Merida
| Bahrain-Merida TBM | Bahrain-Merida TBM | Bahrain-Merida TBM | Bahrain-Merida TBM | Bahrain-Merida TBM                             | Bahrain-Merida TBM |
| Numer              | Zawodnik           | Państwo            | Wiek               | Uwagi                                          | Miejsce            |
| ------------------ | ------------------ | ------------------ | ------------------ | ---------------------------------------------- | ------------------ |
| 51                 | Vincenzo Nibali    | Włochy             | 33                 |                                                | DNS-13             |
| 52                 | Sonny Colbrelli    | Włochy             | 28                 |                                                | 109.               |
| 53                 | Heinrich Haussler  | Australia          | 34                 |                                                | 125.               |
| 54                 | Gorka Izagirre     | Hiszpania          | 30                 | Mistrz Hiszpanii w wyścigu ze startu wspólnego | 24.                |
| 55                 | Jon Izagirre       | Hiszpania          | 29                 |                                                | 22.                |
| 56                 | Kristijan Koren    | Słowenia           | 31                 |                                                | 102.               |
| 57                 | Franco Pellizotti  | Włochy             | 40                 |                                                | 60.                |
| 58                 | Domenico Pozzovivo | Włochy             | 35                 |                                                | 18.                |

### Mitchelton-Scott
| Mitchelton-Scott MTS | Mitchelton-Scott MTS | Mitchelton-Scott MTS | Mitchelton-Scott MTS | Mitchelton-Scott MTS                                                                                                | Mitchelton-Scott MTS |
| Numer                | Zawodnik             | Państwo              | Wiek                 | Uwagi | Miejsce              |
| -------------------- | -------------------- | -------------------- | -------------------- | --- | -------------------- |
| 61                   | Simon Yates          | Wielka Brytania      | 25                   | | 29.                  |
| 62                   | Jack Bauer           | Nowa Zelandia        | 33                   | | 121.                 |
| 63                   | Luke Durbridge       | Australia            | 27                   | | 118.                 |
| 64                   | Mathew Hayman        | Australia            | 40                   | | 108.                 |
| 65                   | Michael Hepburn      | Australia            | 26                   | | 117.                 |
| 66                   | Damien Howson        | Australia            | 25                   | | DNS-16               |
| 67                   | Daryl Impey          | Południowa Afryka    | 33                   | Mistrz Południowej Afryki w jeździe indywidualnej na czas · Mistrz Południowej Afryki w wyścigu ze startu wspólnego | 46.                  |
| 68                   | Mikel Nieve          | Hiszpania            | 34                   | | 23.                  |

### Movistar Team
| Movistar Team MOV | Movistar Team MOV  | Movistar Team MOV | Movistar Team MOV | Movistar Team MOV | Movistar Team MOV |
| Numer             | Zawodnik           | Państwo           | Wiek              | Uwagi             | Miejsce           |
| ----------------- | ------------------ | ----------------- | ----------------- | ----------------- | ----------------- |
| 71                | Nairo Quintana     | Kolumbia          | 28                |                   | 10.               |
| 72                | Andrey Amador      | Kostaryka         | 31                |                   | 50.               |
| 73                | Daniele Bennati    | Włochy            | 37                |                   | 104.              |
| 74                | Imanol Erviti      | Hiszpania         | 34                |                   | 77.               |
| 75                | Mikel Landa        | Hiszpania         | 28                |                   | 7.                |
| 76                | José Joaquín Rojas | Hiszpania         | 33                |                   | DNF-9             |
| 77                | Marc Soler*        | Hiszpania         | 24                |                   | 62.               |
| 78                | Alejandro Valverde | Hiszpania         | 38                |                   | 14.               |

### BMC Racing Team
| BMC Racing Team BMC | BMC Racing Team BMC | BMC Racing Team BMC | BMC Racing Team BMC | BMC Racing Team BMC | BMC Racing Team BMC |
| Numer               | Zawodnik            | Państwo             | Wiek                | Uwagi               | Miejsce             |
| ------------------- | ------------------- | ------------------- | ------------------- | ------------------- | ------------------- |
| 81                  | Richie Porte        | Australia           | 33                  |                     | DNF-9               |
| 82                  | Patrick Bevin       | Nowa Zelandia       | 27                  |                     | DNF-14              |
| 83                  | Damiano Caruso      | Włochy              | 30                  |                     | 20.                 |
| 84                  | Simon Gerrans       | Australia           | 38                  |                     | 107.                |
| 85                  | Stefan Küng*        | Szwajcaria          | 24                  |                     | 53.                 |
| 86                  | Michael Schär       | Szwajcaria          | 31                  |                     | 90.                 |
| 87                  | Greg Van Avermaet   | Belgia              | 33                  |                     | 28.                 |
| 88                  | Tejay van Garderen  | Stany Zjednoczone   | 29                  |                     | 32.                 |

### UAE Team Emirates
| UAE Team Emirates UAD | UAE Team Emirates UAD | UAE Team Emirates UAD | UAE Team Emirates UAD | UAE Team Emirates UAD | UAE Team Emirates UAD |
| Numer                 | Zawodnik              | Państwo               | Wiek                  | Uwagi                 | Miejsce               |
| --------------------- | --------------------- | --------------------- | --------------------- | --------------------- | --------------------- |
| 91                    | Daniel Martin         | Irlandia              | 31                    |                       | 8.                    |
| 92                    | Darwin Atapuma        | Kolumbia              | 30                    |                       | 69.                   |
| 93                    | Kristijan Đurasek     | Chorwacja             | 30                    |                       | 40.                   |
| 94                    | Roberto Ferrari       | Włochy                | 35                    |                       | 138.                  |
| 95                    | Alexander Kristoff    | Norwegia              | 31                    |                       | 114.                  |
| 96                    | Marco Marcato         | Włochy                | 34                    |                       | 126.                  |
| 97                    | Rory Sutherland       | Australia             | 36                    |                       | 106.                  |
| 98                    | Oliviero Troia*       | Włochy                | 23                    |                       | 133.                  |

### Quick-Step Floors
| Quick-Step Floors QST | Quick-Step Floors QST | Quick-Step Floors QST | Quick-Step Floors QST | Quick-Step Floors QST                                                                   | Quick-Step Floors QST |
| Numer                 | Zawodnik              | Państwo               | Wiek                  | Uwagi                                                                                   | Miejsce               |
| --------------------- | --------------------- | --------------------- | --------------------- | --------------------------------------------------------------------------------------- | --------------------- |
| 101                   | Julian Alaphilippe    | Francja               | 26                    |                                                                                         | 33.                   |
| 102                   | Tim Declercq          | Belgia                | 29                    |                                                                                         | DNF-16                |
| 103                   | Fernando Gaviria*     | Kolumbia              | 23                    |                                                                                         | DNF-12                |
| 104                   | Philippe Gilbert      | Belgia                | 35                    |                                                                                         | DNS-17                |
| 105                   | Bob Jungels           | Luksemburg            | 25                    | Mistrz Luksemburga w wyścigu ze startu wspólnego · Mistrz Luksemburga w jeździe na czas | 11.                   |
| 106                   | Yves Lampaert         | Belgia                | 26                    | Mistrz Belgii w wyścigu ze startu wspólnego                                             | 80.                   |
| 107                   | Maximiliano Richeze   | Argentyna             | 35                    |                                                                                         | 135.                  |
| 108                   | Niki Terpstra         | Holandia              | 34                    |                                                                                         | 119.                  |

### Bora-Hansgrohe
| Bora-Hansgrohe BOH | Bora-Hansgrohe BOH | Bora-Hansgrohe BOH | Bora-Hansgrohe BOH | Bora-Hansgrohe BOH                                                                          | Bora-Hansgrohe BOH |
| Numer              | Zawodnik           | Państwo            | Wiek               | Uwagi                                                                                       | Miejsce            |
| ------------------ | ------------------ | ------------------ | ------------------ | ------------------------------------------------------------------------------------------- | ------------------ |
| 111                | Peter Sagan        | Słowacja           | 28                 | Mistrz Świata w wyścigu ze startu wspólnego · Mistrz Słowacji w wyścigu ze startu wspólnego | 71.                |
| 112                | Maciej Bodnar      | Polska             | 33                 | Mistrz Polski w jeździe indywidualnej na czas                                               | 122.               |
| 113                | Marcus Burghardt   | Niemcy             | 35                 |                                                                                             | 92.                |
| 114                | Rafał Majka        | Polska             | 28                 |                                                                                             | 19.                |
| 115                | Gregor Mühlberger* | Austria            | 24                 |                                                                                             | 76.                |
| 116                | Daniel Oss         | Włochy             | 31                 |                                                                                             | 112.               |
| 117                | Paweł Poljański    | Polska             | 28                 |                                                                                             | 94.                |
| 118                | Lukas Pöstlberger  | Austria            | 26                 | Mistrz Austrii w wyścigu ze startu wspólnego                                                | 132.               |

### Astana Pro Team
| Astana Pro Team AST | Astana Pro Team AST | Astana Pro Team AST | Astana Pro Team AST | Astana Pro Team AST | Astana Pro Team AST |
| Numer               | Zawodnik            | Państwo             | Wiek                | Uwagi               | Miejsce             |
| ------------------- | ------------------- | ------------------- | ------------------- | ------------------- | ------------------- |
| 121                 | Jakob Fuglsang      | Dania               | 33                  |                     | 12.                 |
| 122                 | Omar Fraile         | Hiszpania           | 27                  |                     | 57.                 |
| 123                 | Dmitrij Gruzdiew    | Kazachstan          | 31                  |                     | HD-12               |
| 124                 | Jesper Hansen       | Dania               | 27                  |                     | 56.                 |
| 125                 | Tanel Kangert       | Estonia             | 31                  |                     | 16.                 |
| 126                 | Magnus Cort         | Dania               | 25                  |                     | 68.                 |
| 127                 | Luis León Sánchez   | Hiszpania           | 34                  |                     | DNF-2               |
| 128                 | Michael Valgren     | Dania               | 26                  |                     | 44.                 |

### Dimension Data
| Dimension Data DDD | Dimension Data DDD          | Dimension Data DDD | Dimension Data DDD | Dimension Data DDD                              | Dimension Data DDD |
| Numer              | Zawodnik                    | Państwo            | Wiek               | Uwagi                                           | Miejsce            |
| ------------------ | --------------------------- | ------------------ | ------------------ | ----------------------------------------------- | ------------------ |
| 131                | Mark Cavendish              | Wielka Brytania    | 33                 |                                                 | HD-11              |
| 132                | Edvald Boasson Hagen        | Norwegia           | 30                 | Mistrz Norwegii w jeździe indywidualnej na czas | 83.                |
| 133                | Reinardt Janse van Rensburg | Południowa Afryka  | 29                 |                                                 | 110.               |
| 134                | Serge Pauwels               | Belgia             | 34                 |                                                 | DNS-16             |
| 135                | Mark Renshaw                | Australia          | 35                 |                                                 | HD-11              |
| 136                | Tom-Jelte Slagter           | Holandia           | 29                 |                                                 | 59.                |
| 137                | Jay Thomson                 | Południowa Afryka  | 32                 |                                                 | 69.                |
| 138                | Julien Vermote              | Belgia             | 28                 |                                                 | 75.                |

### Team Katusha-Alpecin
| Team Katusha-Alpecin KAT | Team Katusha-Alpecin KAT | Team Katusha-Alpecin KAT | Team Katusha-Alpecin KAT | Team Katusha-Alpecin KAT                       | Team Katusha-Alpecin KAT |
| Numer                    | Zawodnik                 | Państwo                  | Wiek                     | Uwagi                                          | Miejsce                  |
| ------------------------ | ------------------------ | ------------------------ | ------------------------ | ---------------------------------------------- | ------------------------ |
| 141                      | Ilnur Zakarin            | Rosja                    | 28                       | Mistrz Rosji w jeździe indywidualnej na czas   | 9.                       |
| 142                      | Ian Boswell              | Stany Zjednoczone        | 27                       |                                                | 79.                      |
| 143                      | Robert Kišerlovski       | Chorwacja                | 31                       |                                                | DNF-5                    |
| 144                      | Marcel Kittel            | Niemcy                   | 30                       |                                                | HD-11                    |
| 145                      | Paweł Koczetkow          | Rosja                    | 32                       |                                                | 61.                      |
| 146                      | Tony Martin              | Niemcy                   | 33                       | Mistrz Niemiec w jeździe indywidualnej na czas | DNS-9                    |
| 147                      | Nils Politt*             | Niemcy                   | 24                       |                                                | 87.                      |
| 148                      | Rick Zabel*              | Niemcy                   | 24                       |                                                | DNF-12                   |

### FDJ
| Groupama–FDJ GFC | Groupama–FDJ GFC  | Groupama–FDJ GFC | Groupama–FDJ GFC | Groupama–FDJ GFC                               | Groupama–FDJ GFC |
| Numer            | Zawodnik          | Państwo          | Wiek             | Uwagi                                          | Miejsce          |
| ---------------- | ----------------- | ---------------- | ---------------- | ---------------------------------------------- | ---------------- |
| 151              | Arnaud Démare     | Francja          | 26               |                                                | 141.             |
| 152              | David Gaudu*      | Francja          | 21               |                                                | 34.              |
| 153              | Jacopo Guarnieri  | Włochy           | 29               |                                                | 144.             |
| 154              | Olivier Le Gac*   | Francja          | 24               |                                                | 127.             |
| 155              | Tobias Ludvigsson | Szwecja          | 27               | Mistrz Szwecji w jeździe indywidualnej na czas | 74.              |
| 156              | Rudy Molard       | Francja          | 28               |                                                | 38.              |
| 157              | Ramon Sinkeldam   | Holandia         | 29               |                                                | 134.             |
| 158              | Arthur Vichot     | Francja          | 29               |                                                | 41.              |

### Team LottoNL-Jumbo
| Team LottoNL-Jumbo TLJ | Team LottoNL-Jumbo TLJ | Team LottoNL-Jumbo TLJ | Team LottoNL-Jumbo TLJ | Team LottoNL-Jumbo TLJ | Team LottoNL-Jumbo TLJ |
| Numer                  | Zawodnik               | Państwo                | Wiek                   | Uwagi                  | Miejsce                |
| ---------------------- | ---------------------- | ---------------------- | ---------------------- | ---------------------- | ---------------------- |
| 161                    | Steven Kruijswijk      | Holandia               | 31                     |                        | 5.                     |
| 162                    | Robert Gesink          | Holandia               | 32                     |                        | 31.                    |
| 163                    | Dylan Groenewegen      | Holandia               | 25                     |                        | DNF-12                 |
| 164                    | Amund Grøndahl Jansen* | Norwegia               | 24                     |                        | 139.                   |
| 165                    | Paul Martens           | Niemcy                 | 34                     |                        | 81.                    |
| 166                    | Primož Roglič          | Słowenia               | 28                     |                        | 4.                     |
| 167                    | Timo Roosen            | Holandia               | 25                     |                        | 137.                   |
| 168                    | Antwan Tolhoek*        | Holandia               | 24                     |                        | 37.                    |

### Lotto Soudal
| Lotto Soudal LTS | Lotto Soudal LTS  | Lotto Soudal LTS | Lotto Soudal LTS | Lotto Soudal LTS | Lotto Soudal LTS |
| Numer            | Zawodnik          | Państwo          | Wiek             | Uwagi            | Miejsce          |
| ---------------- | ----------------- | ---------------- | ---------------- | ---------------- | ---------------- |
| 171              | André Greipel     | Niemcy           | 35               |                  | DNF-12           |
| 172              | Tiesj Benoot*     | Belgia           | 24               |                  | DNS-5            |
| 173              | Jasper De Buyst*  | Belgia           | 24               |                  | 142.             |
| 174              | Thomas De Gendt   | Belgia           | 31               |                  | 65.              |
| 175              | Jens Keukeleire   | Belgia           | 29               |                  | DNS-10           |
| 176              | Tomasz Marczyński | Polska           | 34               |                  | 103.             |
| 177              | Marcel Sieberg    | Niemcy           | 36               |                  | DNF-12           |
| 178              | Jelle Vanendert   | Belgia           | 33               |                  | DNF-19           |

### Direct Énergie
| Direct Énergie DEN | Direct Énergie DEN | Direct Énergie DEN | Direct Énergie DEN | Direct Énergie DEN | Direct Énergie DEN |
| Numer              | Zawodnik           | Państwo            | Wiek               | Uwagi              | Miejsce            |
| ------------------ | ------------------ | ------------------ | ------------------ | ------------------ | ------------------ |
| 181                | Lilian Calmejane   | Francja            | 25                 |                    | 30.                |
| 182                | Thomas Boudat*     | Francja            | 24                 |                    | 89.                |
| 183                | Sylvain Chavanel   | Francja            | 39                 |                    | 39.                |
| 184                | Jérôme Cousin      | Francja            | 29                 |                    | 93.                |
| 185                | Damien Gaudin      | Francja            | 31                 |                    | 140.               |
| 186                | Fabien Grellier*   | Francja            | 23                 |                    | 120.               |
| 187                | Romain Sicard      | Francja            | 30                 |                    | 73.                |
| 188                | Rein Taaramäe      | Estonia            | 31                 |                    | HD-12              |

### Trek-Segafredo
| Trek-Segafredo TFS | Trek-Segafredo TFS | Trek-Segafredo TFS | Trek-Segafredo TFS | Trek-Segafredo TFS                             | Trek-Segafredo TFS |
| Numer              | Zawodnik           | Państwo            | Wiek               | Uwagi                                          | Miejsce            |
| ------------------ | ------------------ | ------------------ | ------------------ | ---------------------------------------------- | ------------------ |
| 191                | Bauke Mollema      | Holandia           | 31                 |                                                | 26.                |
| 192                | Julien Bernard     | Francja            | 26                 |                                                | 35.                |
| 193                | Koen de Kort       | Holandia           | 35                 |                                                | 78.                |
| 194                | John Degenkolb     | Niemcy             | 29                 |                                                | 111.               |
| 195                | Michael Gogl*      | Austria            | 24                 |                                                | 113.               |
| 196                | Tsgabu Grmay       | Etiopia            | 26                 | Mistrz Etiopii w jeździe indywidualnej na czas | DNF-2              |
| 197                | Toms Skujiņš       | Łotwa              | 27                 |                                                | 82.                |
| 198                | Jasper Stuyven     | Belgia             | 26                 |                                                | 63.                |

### Cofidis
| Cofidis COF | Cofidis COF        | Cofidis COF | Cofidis COF | Cofidis COF | Cofidis COF |
| Numer       | Zawodnik           | Państwo     | Wiek        | Uwagi       | Miejsce     |
| ----------- | ------------------ | ----------- | ----------- | ----------- | ----------- |
| 201         | Christophe Laporte | Francja     | 25          |             | 124.        |
| 202         | Dimitri Claeys     | Belgia      | 31          |             | 130.        |
| 203         | Nicolas Edet       | Francja     | 30          |             | 43.         |
| 204         | Jesús Herrada      | Hiszpania   | 27          |             | 47.         |
| 205         | Daniel Navarro     | Hiszpania   | 34          |             | 45.         |
| 206         | Anthony Perez      | Francja     | 27          |             | 85.         |
| 207         | Julien Simon       | Francja     | 32          |             | 101.        |
| 208         | Anthony Turgis*    | Francja     | 24          |             | 116.        |

### Wanty-Groupe Gobert
| Wanty-Groupe Gobert WGG | Wanty-Groupe Gobert WGG  | Wanty-Groupe Gobert WGG | Wanty-Groupe Gobert WGG | Wanty-Groupe Gobert WGG | Wanty-Groupe Gobert WGG |
| Numer                   | Zawodnik                 | Państwo                 | Wiek                    | Uwagi                   | Miejsce                 |
| ----------------------- | ------------------------ | ----------------------- | ----------------------- | ----------------------- | ----------------------- |
| 211                     | Guillaume Martin         | Francja                 | 25                      |                         | 21.                     |
| 212                     | Thomas Degand            | Belgia                  | 32                      |                         | 54.                     |
| 213                     | Timothy Dupont           | Belgia                  | 30                      |                         | 131.                    |
| 214                     | Marco Minnaard           | Holandia                | 29                      |                         | 64.                     |
| 215                     | Yoann Offredo            | Francja                 | 31                      |                         | 91.                     |
| 216                     | Andrea Pasqualon         | Włochy                  | 30                      |                         | 95.                     |
| 217                     | Dion Smith               | Nowa Zelandia           | 25                      |                         | 97.                     |
| 218                     | Guillaume Van Keirsbulck | Belgia                  | 27                      |                         | 123.                    |

## Kraje reprezentowane przez kolarzy
| Państwo           | Liczba kolarzy | Liczba kolarzy, którzy ukończyli wyścig | Wygrane etapy                            |
| ----------------- | -------------- | --------------------------------------- | ---------------------------------------- |
| Argentyna         | 1              | 1                                       |                                          |
| Australia         | 11             | 7                                       |                                          |
| Austria           | 3              | 3                                       |                                          |
| Belgia            | 19             | 13                                      |                                          |
| Chorwacja         | 2              | 1                                       |                                          |
| Dania             | 5              | 5                                       | 1 (Magnus Cort Nielsen)                  |
| Etiopia           | 1              | 0                                       |                                          |
| Estonia           | 2              | 1                                       |                                          |
| Francja           | 35             | 32                                      | 3 (Julian Alaphilippe x2, Arnaud Démare) |
| Hiszpania         | 13             | 11                                      | 1 (Omar Fraile)                          |
| Holandia          | 14             | 13                                      | 3 (Dylan Groenewegen x2, Tom Dumoulin)   |
| Irlandia          | 1              | 1                                       | 1 (Daniel Martin)                        |
| Kazachstan        | 1              | 0                                       |                                          |
| Kolumbia          | 6              | 4                                       | 3 (Fernando Gaviria x2, Nairo Quintana)  |
| Kostaryka         | 1              | 1                                       |                                          |
| Luksemburg        | 1              | 1                                       |                                          |
| Łotwa             | 1              | 1                                       |                                          |
| Niemcy            | 11             | 6                                       | 1 (John Degenkolb)                       |
| Norwegia          | 3              | 3                                       | 1 (Alexander Kristoff)                   |
| Nowa Zelandia     | 4              | 3                                       |                                          |
| Polska            | 5              | 5                                       |                                          |
| Południowa Afryka | 3              | 3                                       |                                          |
| Rosja             | 2              | 2                                       |                                          |
| Słowacja          | 1              | 1                                       | 3 (Peter Sagan x3)                       |
| Słowenia          | 2              | 2                                       | 1 (Primož Roglič)                        |
| Stany Zjednoczone | 5              | 5                                       |                                          |
| Szwajcaria        | 4              | 4                                       |                                          |
| Szwecja           | 1              | 1                                       |                                          |
| Wielka Brytania   | 5              | 4                                       | 2 (Geraint Thomas x2)                    |
| Włochy            | 13             | 11                                      |                                          |
| RAZEM             | 176            | 145                                     | -                                        |